# Пурш, Фредерик Трауготт
Фредерик Трауготт Пурш (нем. Friedrich Traugott Pursch, 4 февраля 1774 года — 11 июля 1820 года, США) — немецко-американский ботаник и натуралист.

## Биография

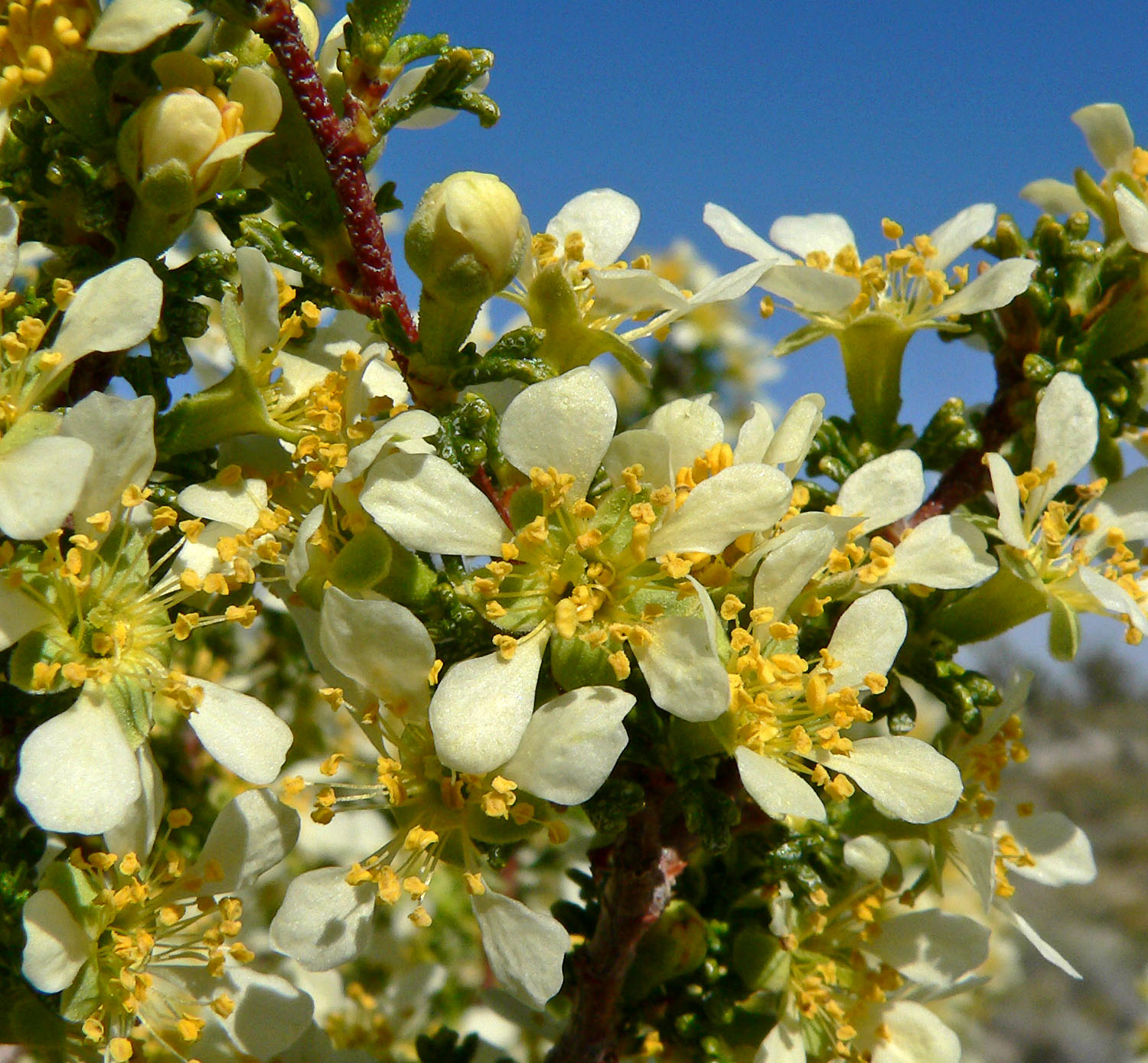
Purshia glandulosa — представитель рода, названного в честь Пурша

Родился на территории современной Германии, в городе Гросенхайн, Курфюршество Саксония. Учился в Дрезденском ботаническом саду. В 1799 году эмигрировал в Соединённые Штаты.
Первой его работой стала должность при ботаническом саду в окрестностях Балтимора. Но уже примерно через один год он перебрался в Филадельфию и работал садовником на земельном участке Samuel Beck. В 1803—1805 годах работал садовником в Woodlands, где познакомился с американским натуралистом Уильямом Бартрамом, сыном ботаника Джона Бартрама.
В 1805 году работал совместно с Бенджамином Смитом Бартоном над новой флорой Северной Америки, изучая растения из коллекции экспедиции Льюиса и Кларка. В 1805 и 1806 годах он занимался исследованиями флоры северо-востока США, проходя пешком за сезон около трёх тысяч миль.

## Кончина
Он был настолько беден к концу жизни, что когда он умер в Монреале, все расходы на похороны были оплачены его друзьями.
Его останки были погребены на кладбище Papineau Road cemetery, где и находились вплоть до 1857 года, когда их перенесли на кладбище Mount Royal Cemetery. Деньги на памятник собирали по подписке среди членов Natural History Society of Montreal; надпись, сделанная на памятнике в 1878 году, гласила: «Frederick Pursh, Obt. 1820, AEt. 46. Erected By Members of the Natural History Society of Montreal 1878».

## Память
В честь Фредерика Трауготта Пурша назван род североамериканских кустарников Purshia DC. (Пуршия) из семейства Розовые, а также несколько видов растений, в том числе Rhamnus purshiana DC. (Жостер Пурша, или Каскара).

## Труды
- Flora Americae septentrionalis, 1814